# Cappella Neapolitana

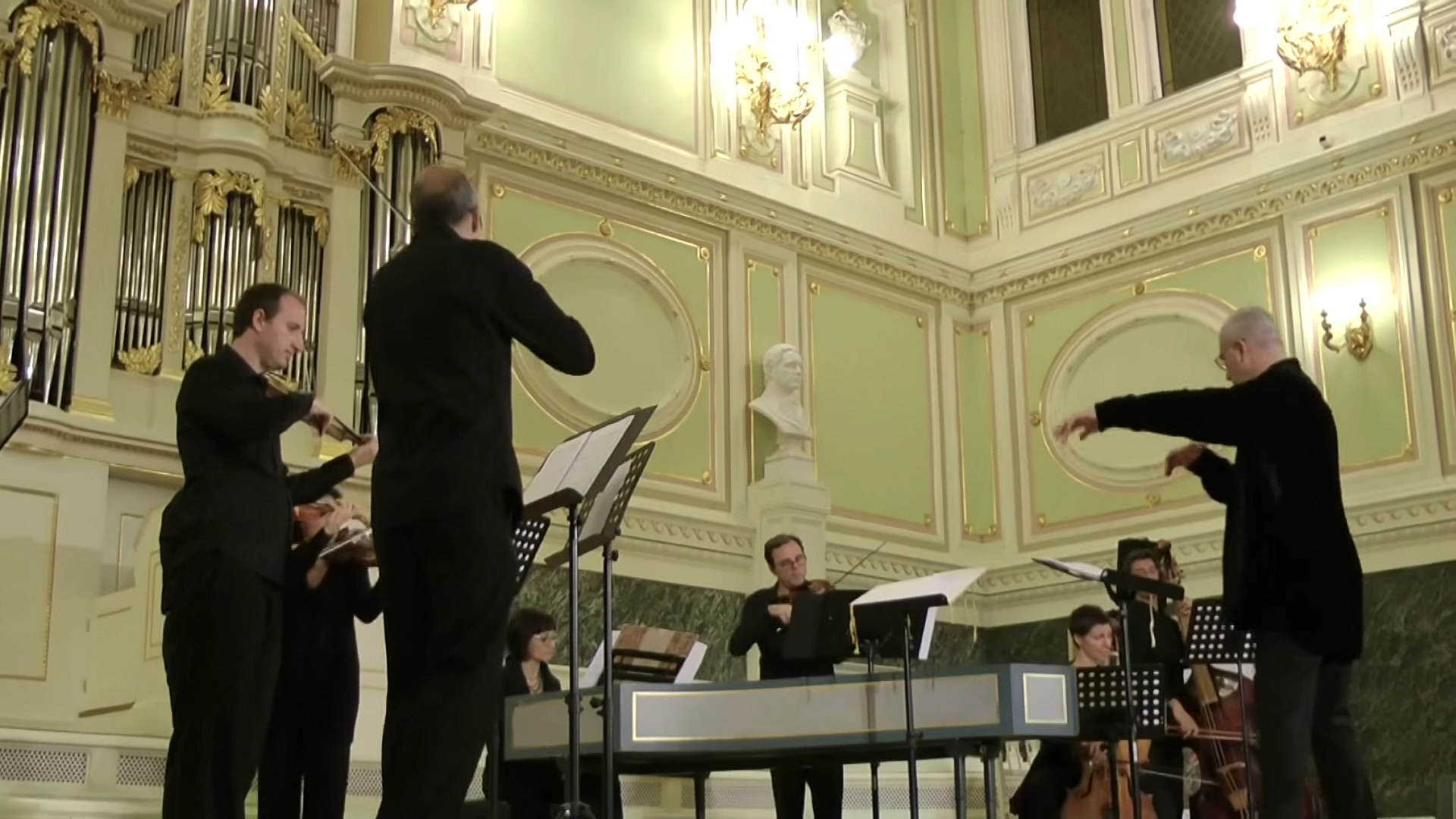
La Cappella della Pietà de ’Turchini performance at the Earlymusic festival. Saint-Pétersbourg, 19.09.2014. Chapelle académique.

La Cappella Neapolitana est un ensemble de musique ancienne, dont le siège est à Naples, et qui s'occupe de re-découvrir les œuvres des compositeurs de l'école napolitaine de musique, en particulier de l'époque baroque.

## Histoire
La Cappella Neapolitana, initialement fondé sous le nom Cappella della Pietà de' Turchini et renommé en 2016 est un ensemble spécialisé dans le répertoire musical napolitain, vocal et instrumental, des XVIIe et XVIIIe siècles. Fondé en 1984 par le chef d'orchestre et musicologue Antonio Florio, l'ensemble est parmi les plus prestigieux du panorama international.
La Cappella se dédie à la récupération et la valorisation du patrimoine musical de l'école napolitaine, reconstituant parfois les parties manquantes des compositions sur la base des manuscrits retrouvés. Ses efforts sont notamment dirigés à la récupération des auteurs comme Francesco Provenzale, Giovanni Salvatore, Cristoforo Caresana, Leonardo Vinci, Gaetano Veneziano, les mettant en valeur avec la collaboration du musicologue Dinko Fabris.

## Sources
- (it) Cet article est partiellement ou en totalité issu de l’article de Wikipédia en italien intitulé « Cappella Neapolitana » (voir la liste des auteurs).